# Crossleys grondscharrelaar
De Crossleys grondscharrelaar (Atelornis crossleyi) is een vogel uit de familie Brachypteraciidae (grondscharrelaars). Deze vogel is genoemd naar zijn ontdekker, de Britse natuuronderzoeker Alfred Crossley (1829-1888).

## Verspreiding en leefgebied
Deze soort is endemisch in centraal en noordoostelijk Madagaskar.

## Status
De grootte van de populatie is niet gekwantificeerd maar aangenomen wordt dat dit fors achteruit gaat. Daarom heeft deze soort op de Rode lijst van de IUCN heeft de status gevoelig.